# Goff
Goff és una població dels Estats Units a l'estat de Kansas. Segons el cens del 2000 tenia 181 habitants.

## Demografia
Segons el cens del 2000, Goff tenia 181 habitants, 60 habitatges, i 43 famílies. La densitat de població era de 332,8 habitants/km².
Dels 60 habitatges en un 43,3% hi vivien nens de menys de 18 anys, en un 55% hi vivien parelles casades, en un 15% dones solteres, i en un 26,7% no eren unitats familiars. En el 25% dels habitatges hi vivien persones soles el 13,3% de les quals corresponia a persones de 65 anys o més que vivien soles. El nombre mitjà de persones vivint en cada habitatge era de 3,02 i el nombre mitjà de persones que vivien en cada família era de 3,66.
Per edats la població es repartia de la següent manera: un 38,1% tenia menys de 18 anys, un 9,9% entre 18 i 24, un 24,9% entre 25 i 44, un 14,9% de 45 a 60 i un 12,2% 65 anys o més.
L'edat mediana era de 26 anys. Per cada 100 dones de 18 o més anys hi havia 96,5 homes.
La renda mediana per habitatge era de 35.781 $ i la renda mediana per família de 36.667 $. Els homes tenien una renda mediana de 27.500 $ mentre que les dones 18.542 $. La renda per capita de la població era de 13.028 $. Cap de les famílies estaven per davall del llindar de pobresa.

## Poblacions més properes
El següent diagrama mostra les poblacions més properes.